# Ружан (гмина)
Ружан (пол. Różan) — гмина (уезд) в Польше, входит как административная единица в Макувский повет, Мазовецкое воеводство. Население — 4451 человек (на 2004 год).

## Демография
| Перепись                       | Всего   | Всего | Женщины | Женщины | Мужчины | Мужчины |
| ------------------------------ | ------- | ----- | ------- | ------- | ------- | ------- |
| Единицы                        | человек | %     | человек | %       | человек | %       |
| Население                      | 4451    | 100   | 2246    | 50,5    | 2205    | 49,5    |
| Плотность населения (чел./км²) | 52,9    | 52,9  | 26,7    | 26,7    | 26,2    | 26,2    |

## Сельские округа
1. Хелсты
2. Хшчонки
3. Домбрувка
4. Дзбондз
5. Дышобаба
6. Кашевец
7. Милоны
8. Мрочки-Рембишево
9. Паулиново
10. Подбоже
11. Прыцаново
12. Шиги
13. Заленже-Элиаше
14. Заленже-Гартки
15. Заленже-Сендзента
16. Заленже-Вельке
17. Залузе
18. Завады-Поникев

## Соседние гмины
1. Гмина Червонка
2. Гмина Говорово
3. Гмина Млынаже
4. Гмина Жевне